# Aleksejs Širokovs
Aleksejs Širokovs (* 20. Februar 1981 in Riga, Lettische SSR) ist ein lettischer Eishockeyspieler, der seit Juli 2019 bei den Olimp Riga in der lettischen Eishockeyliga unter Vertrag steht.

## Karriere
Širokovs begann seine Karriere in seiner Heimatstadt beim HK Pardaugava Riga. Mit Ausnahme der Spielzeit 1999/2000, die er bei Dinamo ’81 Riga verbrachte, spielte er ab 1998 für den HK Liepājas Metalurgs, mit dem er zweimal Lettischer Meister wurde und 2002 die East European Hockey League gewann.
In der Saison 2003/04 ging er in der Serie A für die SG Cortina aufs Eis. Danach wechselte er in die zweitklassige russische Wysschaja Liga zu Amur Chabarowsk. Mit Amur erreichte er 2005 das Halbfinale der Liga, in dem sein Team am HK MWD Twer scheiterte. In der folgenden Spielzeit absolvierte Širokovs 18 Partien für Kapitan Stupino in der Wysschaja Liga sowie zwei Partien in der russischen Superliga bei deren Partnerteam, dem HK Dynamo Moskau, bevor er von Metallurg Nowokusnezk verpflichtet wurde.
Über Chimik Moskowskaja Oblast kam er 2007 nach Belarus zu Metallurg Schlobin, für das er in der belarussischen Extraliga 53 Spiele absolvierte, in denen ihm 40 Scorerpunkte gelangen. Vor der Saison 2008/09 wurde er vom neu gegründeten KHL-Teilnehmer Dinamo Riga verpflichtet, für den er in 48 KHL-Partien zehn Scorerpunkte erzielte. Dabei war er zeitweise auch Mannschaftskapitän der Balten. Im Sommer 2009 kehrte er zu Amur Chabarowsk zurück. Anfang Oktober 2010 wurde sein Vertrag mit Amur aufgelöst und Širokovs spielte zunächst in Lettland für den HK Ozolnieki/Monarhs, bevor er im November 2010 einen Probevertrag bei Lukko Rauma aus der SM-liiga erhielt. Dieser wurde nicht verlängert, Anfang Januar 2011 wurde er vom HC Kometa Brno aus der tschechischen Extraliga verpflichtet.
Zur Saison 2011/12 wechselte er zum kasachischen Verein Torpedo Ust-Kamenogorsk, der am Spielbetrieb der Wysschaja Hockey-Liga teilnahm. Anschließend folgten zwei Jahre beim HC Red Ice aus Martigny, mit dem Širokovs in der National League B spielte. In der Saison 2014/15 war er für insgesamt vier verschiedene Vereine aktiv – zunächst für den HK Prizma Riga, anschließend für den HK Njoman Hrodna und den HK Schachzjor Salihorsk (beide aus der belarussischen Extraliga) und abschließend für den HK Kurbads aus der lettischen Eishockeyliga. Mit dem HK Njmona Hrodna gewann er den IIHF Continental Cup 2014/15, mit dem HK Kurbads wurde er lettischer Vizemeister.
Zwischen 2015 und 2017 stand Širokovs erneut in der Wysschaja Hockey-Liga unter Vertrag, zunächst bis Januar 2016 bei Swesda Tschechow und anschließend bis zum Ende der Saison 2016/17 bei Neftjanik Almetjewsk. Mit Almetjewsk gewann er 2016 den Bratina-Pokal, die Meisterschaftstrophäe der Wysschaja Hockey-Liga. Im Juli 2017 verließ er Almetjewsk und wurde vom HK Mogo verpflichtet, mit dem er in der lettischen Eishockeyliga spielte und 2018 den lettischen Eishockeypokal gewann. Vor der Saison 2018/19 wechselte innerhalb der Liga zu Prizma Riga, ehe er im Februar 2019 von den Dresdner Eislöwen aus der DEL2 verpflichtet wurde.

### International

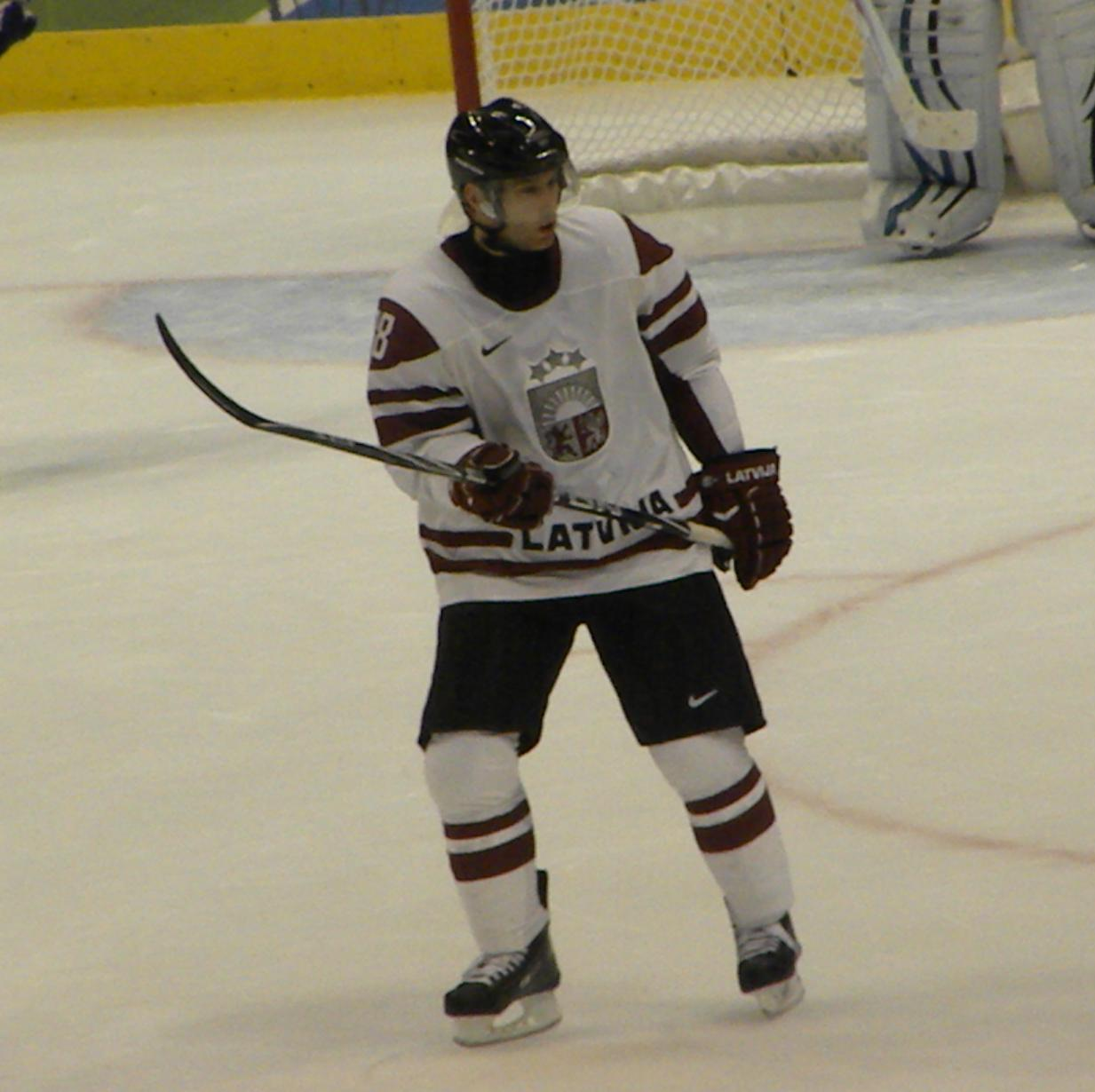
Aleksejs Širokovs im Nationaltrikot (2010)

Aleksejs Širokovs begann seine internationale Karriere in der U18-Junioren-Nationalmannschaft, mit der er an insgesamt drei internationalen Turnieren teilnahm – zwei Europa- und einer Weltmeisterschaft. Ab 199 spielte er zudem für die lettische U20-Nationalmannschaft, mit der Širokovs an den U20-B-Weltmeisterschaften 1999 und 2000 sowie der U20-Weltmeisterschaft der Division I 2001 teilnahm.
Im April 2000 debütierte er für die lettische Herren-Nationalmannschaft, mit der in den folgenden Jahren an einer Vielzahl von internationalen Turnieren teilnahm. Dazu gehörten die Weltmeisterschaften 2003, 2004, 2005, 2006, 2007, 2008, 2009, 2012, 2013 und 2016. Bei der Weltmeisterschaft 2016 war er mit 29 Strafminuten der Spieler mit den meisten Strafminuten des gesamten Turniers.
Darüber hinaus qualifizierte er sich mit dem Nationalteam beim Qualifikationsturnier für die Olympischen Winterspiele 2010 und belegte beim olympischen Turnier in Vancouver den zwölften Platz.
Insgesamt hat Širokovs bis Februar 2019 182 Länderspiele absolviert, in denen er 30 Tore erzielte und 23 weitere vorbereitete.

## Erfolge und Auszeichnungen
- 2002 Meister der East European Hockey League mit dem HK Liepājas Metalurgs
- 2002 Lettischer Meister mit dem HK Liepājas Metalurgs
- 2003 Lettischer Meister mit dem HK Liepājas Metalurgs
- 2015 Continental-Cup-Gewinn mit dem HK Njoman Hrodna
- 2015 Lettischer Vizemeister mit dem HK Kurbads
- 2016 Gewinn des Bratina-Pokals mit Neftjanik Almetjewsk
- 2018 Gewinn des lettischen Eishockeypokals mit dem HK Mogo

## Karrierestatistik

### International
Vertrat Lettland bei:
| - U18-C-Europameisterschaft 1997 - U18-C-Europameisterschaft 1998 - U18-Weltmeisterschaft Europa-Div. I 1999 - U20-B-Weltmeisterschaft 1999 - U20-B-Weltmeisterschaft 2000 - U20-Weltmeisterschaft Div. I 2001 - Weltmeisterschaft 2003 - Weltmeisterschaft 2004 - Weltmeisterschaft 2005 | - Weltmeisterschaft 2006 - Weltmeisterschaft 2007 - Weltmeisterschaft 2008 - Qualifikationsturnier zu den Olympischen Winterspielen 2010 - Weltmeisterschaft 2009 - Olympischen Winterspielen 2010 - Weltmeisterschaft 2012 - Weltmeisterschaft 2013 - Weltmeisterschaft 2016 |